# Puhjarak
Puhjarak is een bestuurslaag in het regentschap Kediri van de provincie Oost-Java, Indonesië. Puhjarak telt 4736 inwoners (volkstelling 2010).